# Striberg

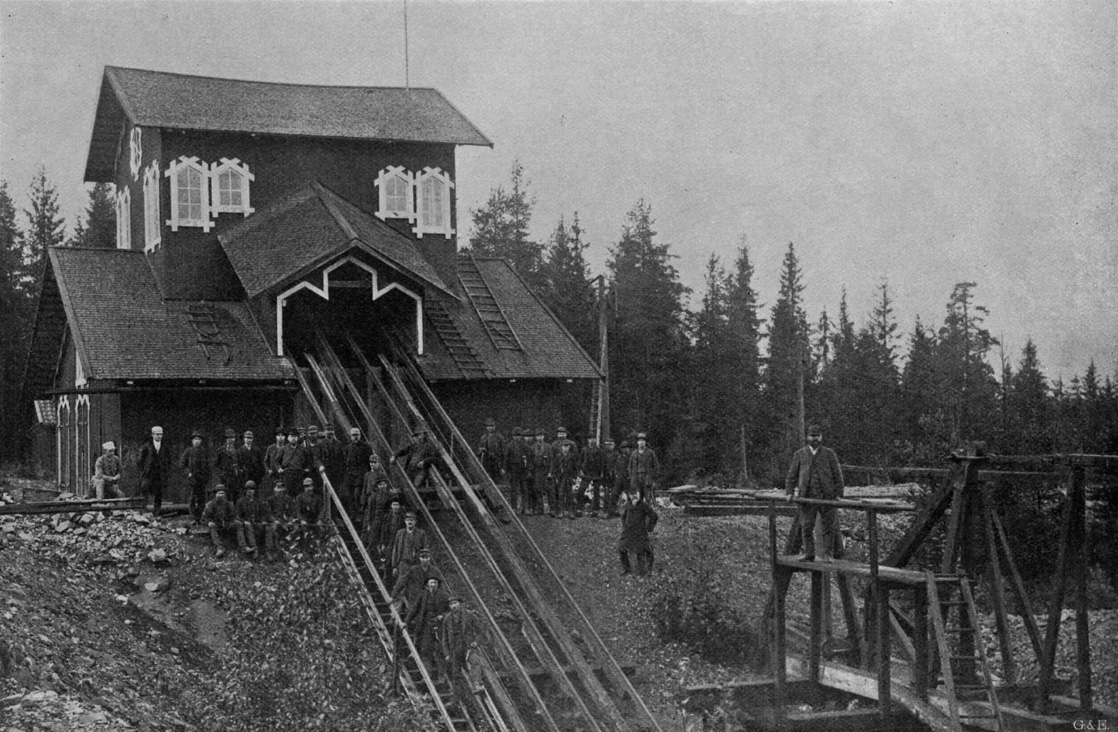
Komministergruvan. Foto ca 1900.

Striberg är en tätort i Nora kommun, Västmanland (Örebro län). Samhället ligger 8 km nordväst om Nora.

## Historia
Striberg var förr ett utpräglat brukssamhälle med flera gruvor. Den sista lades ned 1967. Idag finns flera minnesmärken kvar från gruvepoken, bland annat gruvlave och anrikningsverk vid Carls schakt. Tidigare fanns järnvägsförbindelse i form av Nora Bergslags Järnväg, persontrafiken lades ned 1966 och godstrafiken 1979. 
Det har funnits såväl ishockey som fotbollsklubb i byn. Fotbollen lades ner i början på 90-talet och ishockeyn flyttade från Stribergs uterink in till den nybyggda ishallen i Nora 1997.
Skolan lades ner i mitten av 2000-talet. Det har genom åren funnits åtminstone tre affärer i byn.

### Befolkningsutveckling
| Befolkningsutvecklingen i Striberg 1950–2020 | Befolkningsutvecklingen i Striberg 1950–2020 | Befolkningsutvecklingen i Striberg 1950–2020 | Befolkningsutvecklingen i Striberg 1950–2020 | Befolkningsutvecklingen i Striberg 1950–2020 |
| -------------------------------------------- | -------------------------------------------- | -------------------------------------------- | -------------------------------------------- | -------------------------------------------- |
|                                              |                                              |                                              |                                              |                                              |
| År                                           |                                              |                                              | Folkmängd                                    | Areal (ha)                                   |
| 1950                                         | 1950                                         |                                              | 534                                          |                                              |
| 1960                                         | 1960                                         |                                              | 461                                          |                                              |
| 1965                                         | 1965                                         |                                              | 450                                          |                                              |
| 1970                                         | 1970                                         |                                              | 387                                          |                                              |
| 1975                                         | 1975                                         |                                              | 355                                          |                                              |
| 1980                                         | 1980                                         |                                              | 387                                          |                                              |
| 1990                                         | 1990                                         |                                              | 398                                          | 71                                           |
| 1995                                         | 1995                                         |                                              | 398                                          | 71                                           |
| 2000                                         | 2000                                         |                                              | 363                                          | 71                                           |
| 2005                                         | 2005                                         |                                              | 331                                          | 71                                           |
| 2010                                         | 2010                                         |                                              | 317                                          | 70                                           |
| 2015                                         | 2015                                         |                                              | 312                                          | 66                                           |
| 2020                                         | 2020                                         |                                              | 299                                          | 66                                           |
|                                              |                                              |                                              |                                              |                                              |

## Stribergs herrgård
Stribergs herrgård uppfördes under åren 1875-78 av brukspatron P.O. Svensson i Ringshyttan. Byggnaden har tre våningar och är byggd av sten. Det finns även två flyglar av timmer som är reveterade och äldre än huvudbyggnaden. Byggnaderna innehöll Stribergs Grufve AB:s kontor fram till nedläggningen av bolaget.